# San Carlos (tổng)
San Carlos là một tổng trong tỉnh Alajuela, Costa Rica. Tổng này có diện tích 3347,98 km², dân số năm 2008 là 151322 người..